# Anthaxia gianassoi
Anthaxia gianassoi es una especie de escarabajo del género Anthaxia, familia Buprestidae. Fue descrita científicamente por Curletti & Magnani en 1992.